# كامل الشريف
كامل الشريف (1929 - 2008) وزير الأوقاف الأردني الأسبق.قيادي إسلامي أردني، عضو مجلس الأعيان، والهيئة التنفيذية للمؤتمر الإسلامي وسفير بعدة دول إسلامية، والأمين العام للمجلس الإسلامي الأعلى للدعوة والإغاثة. يعتبر أحد أبرز المفكرين الإسلاميين المدافعين عن القضية الفلسطينية، حيث بدأ حياته «مجاهدا» في كتائب الإخوان المسلمين إلى أن قاد الكتائب في حرب فلسطين عام 1948.

## المناصب التي شغلها
- 1954 امين عام مساعد للمؤتمر الإسلامي العام لبيت المقدس في القدس.
- سفير الأردن في القارة الأفريقية وفي عدة دول منها ألمانيا باكستان وماليزيا وأندونيسيا والصين.
- رئيس المؤتمر الإسلامي العام لبيت المقدس ومقره عمان.
- رئيس الهيئة الإسلامية - المسيحية للدفاع عن المقدسات.
- وزيرًا للأوقاف والشؤون والمقدسات الإسلامية في عدة حكومات أردنية منذ عام 1976 وحتى عام 1984م.
- عضو مجلس الأعيان الأردني.
- الأمين العام للمجلس الإسلامي العالمي للدعوة والاغاثة ومقره القاهرة، وهو مجلس يضم 80 منظمة إسلامية، ويرأسه شيخ الازهر.
- عضو المجلس التنفيذي لمؤتمر العالم الإسلامي.
- عضو في رابطة العالم الإسلامي.
- رئيس مجلس إدارة الشركة الأردنية للصحافة والنشر (جريدة الدستور (الأردن)).

## جهاده
- كان قائد كتائب جماعة الإخوان المسلمين في حرب 1948.
- وكان أحد قادة مقاومة الإخوان المسلمين في منطقة قناة السويس ضد الاحتلال الإنجليزي لمصر

## مؤلفاته
- «الإخوان المسلمون في حرب فلسطين» - نص الكتاب
- «المقاومة السرية في قناة السويس»
- «المؤامرة الإسرائيلية في إفريقيا»

## الأوسمة
- وسام الكوكب الأردني من الدرجة الأولى.
- وسام النهضة الأردني من الدرجة الأولى.
- الوسام العسكري المصري «نوط الجدارة الذهبي».
- الوسام العسكري المصري «نجمة فلسطين».
- وسام النهضة الصيني.

## لقائاته علي قناة الجزيرة
- برنامج زيارة خاصة:
  1. كامل الشريف.. الجهاد من أجل الأمة، 26 يناير 2008م
  2. كامل الشريف.. النضال والعمل الدبلوماسي، 3 سبتمبر 2005م
- برنامج الشريعة والحياة:
  1. كامل الشريف، الأمين العام للمجلس الإسلامي العالمي للدعوة والإغاثة: الحالة الجهادية في فلسطين بين الأمس واليوم، 19 أغسطس 2001م

## وصلات خارجية
- الإعلامي والمفكر الإسلامي كامل الشريف في ذمة الله، الجزيرة نت، 23 يناير 2008م
- كامل الشريف: الإمام أخبرني بعزمه القدوم إلى فلسطين على رأس 10 آلاف مجاهد، إخوان أون لاين، 19 نوفمبر 2006م
- كامل الشريف.. المجاهد مؤرخ حرب فلسطين، إخوان أون لاين، 7 فبراير 2008